# Saint-André-d'Olérargues
Saint-André-d'Olérargues è un comune francese di 426 abitanti situato nel dipartimento del Gard, nella regione dell'Occitania.

## Società

### Evoluzione demografica
Abitanti censiti